# Prezidentas Smetona
Prezidentas Smetona – okręt flagowy marynarki litewskiej w okresie pierwszej Republiki Litewskiej w latach 1918–1940. Dawny niemiecki trałowiec M 59 typu Minensuchboot 1916 z końca I wojny światowej, zakupiony przez Litwę w 1927 roku i używany jako dozorowiec pogranicza i okręt szkolny. Został nazwany na cześć pierwszego prezydenta Litwy, Antanasa Smetony. W wyniku aneksji Litwy przez ZSRR latem 1940 roku został przemianowany na Pirmūnas, a następnie Korałł i wcielony do radzieckich sił ochrony pogranicza, a po ataku Niemiec na ZSRR do Floty Bałtyckiej. Służył jako dozorowiec i trałowiec, w 1944 roku przemianowany na T-33.

## Budowa
Okręt należał do grupy niemieckich zbliżonych do siebie standardowych trałowców z okresu I wojny światowej, budowanych przez liczne stocznie w kilku odmianach. M 59 zaliczał się do serii okrętów o numerach M 57 – 62 zbudowanych przez stocznię G. Seebeck w Geestemünde (Bremerhaven) pod numerami budowy 400–405, będących pierwszymi jednostkami ulepszonego typu trałowców 1916 roku (Minensuchboot 1916). Stępkę pod jego budowę położono w 1917 roku, a okręt wodowano 31 października 1917 roku. Do służby niemieckiej wszedł 30 listopada 1917 roku.

## Opis

### Skrócony opis typu i odmienności konstrukcji
Długość całkowita okrętów serii M 57 wynosiła 59,28 m (na linii wodnej 57,78 m), szerokość 7,3 m, a zanurzenie 2,2 m. Wyporność konstrukcyjna wynosiła początkowo 506 ton, zaś pełna 535 ton. Późniejsze źródła, dla okrętu przejętego przez ZSRR wskazują wyporność pełną 600 ton.
Siłownię jednostki stanowiły dwie pionowe trzycylindrowe maszyny parowe potrójnego rozprężania o łącznej mocy indykowanej 1750 KM, do których parę dostarczały dwa kotły typu Marine o ciśnieniu 16,5 atmosfer, mieszczące się w dwóch kotłowniach. Napęd stanowiły dwie śruby o średnicy 1,97 m. Prędkość maksymalna wynosiła ok. 16 węzłów, a zasięg 2000 Mm przy prędkości 14 węzłów. Normalny zapas paliwa – węgla wynosił 130 ton, a maksymalny o 20 ton więcej.
W ZSRR okręt wyposażony był w dalmierz DM-1,5 o bazie 1,5 m oraz reflektor bojowy o średnicy 60 cm.
Załoga w niemieckiej służbie liczyła 40 osób (w tym mógł być jeden oficer). W latach 30. załoga liczyła 48 osób. Dla okrętu przejętego przez ZSRR podawana jest załoga 70 osób.

### Uzbrojenie i jego zmiany
Pierwotne uzbrojenie artyleryjskie w niemieckiej służbie trałowców tego podtypu stanowiły dwa działa kalibru 105 mm o długości 45 kalibrów (L/45) z zapasem 210 nabojów; mógł on też stawiać 30 min. W służbie litewskiej według niektórych źródeł okręt uzbrojony został w jedno działo kalibru 57 mm, dwa działa kalibru 37 mm i karabin maszynowy. Pod koniec lat 30. uzbrojenie podawane było w zachodniej literaturze jako dwa działa 3-calowe (76,2 mm) i trzy karabiny maszynowe.
Po przejęciu przez ZSRR uzbrojenie stanowiły nadal dwa działa kalibru 76,2 mm, dwie zrzutnie bomb głębinowych i 26 min. W 1941 roku, oprócz dwóch uniwersalnych dział 76,2 mm radzieckiego wzoru 34-K, okręt był uzbrojony w 4 przeciwlotnicze wielkokalibrowe karabiny maszynowe 12,7 mm DSzK. Wyposażenie w radzieckiej służbie stanowiły też trały kontaktowe: Szulca i tzw. żmijowy, a od 1944 roku trał elektromagnetyczny.

## Służba
M 59 wszedł do służby w niemieckiej Kaiserliche Marine 30 listopada 1917 roku.
Po wojnie, w ramach redukcji pokonanej niemieckiej marynarki, 24 października 1921 roku został skreślony ze stanu okrętów Reichsmarine i po demobilizacji 2 sierpnia 1922 roku został sprzedany francuskiemu pośrednikowi z Paryża za 1 milion marek.
18 lipca 1927 roku okręt został zakupiony przez ministerstwo spraw wewnętrznych Litwy za sumę 272 225 litów (według innych informacji, 289 000 litów). Po podniesieniu bandery otrzymał imię „Prezidentas Smetona” na cześć urzędującego prezydenta Litwy, Antanasa Smetony. Pierwszym dowódcą został A. Daugirdas, lecz wkrótce zastąpił go Antanas Kaškelis. Okręt był pierwszą większą jednostką w służbie państwowej Litwy i początkowo służył głównie do celów patrolowania granicy morskiej i zwalczania przemytu, bazując w Kłajpedzie, a także do celów reprezentacyjnych i jako jacht prezydencki. Między innymi, 6 lutego 1930 roku przechwycił statek przemytniczy „Westa”. Po utworzeniu 1 sierpnia 1935 roku Litewskiej Marynarki Wojennej „Prezidentas Smetona” wszedł w jej skład, zostając jej pierwszym okrętem. Jednostka służyła głównie do celów szkolenia kadr marynarki oraz była jej okrętem flagowym, a dowódcą pozostał Antanas Kaškelis. Latem 1937 roku okręt wszedł na mieliznę w okolicy Świętej, z której musiał być ściągany z pomocą gdańskich holowników.
„Prezidentas Smetona” pozostał jedynym znaczącym okrętem przedwojennej Litwy. Litewska Marynarka Wojenna planowała zakup kolejnych okrętów, ale w związku z utratą Okręgu Kłajpedy w marcu 1939 roku na skutek niemieckiego ultimatum wobec Litwy plan zarzucono. Po zajęciu Kłajpedy, 23 marca 1939 roku „Prezydent Smetona” przebazował do łotewskiego portu w Lipawie, a dopiero we wrześniu, po pogłębieniu toru wodnego, do portu w Świętej. 1 grudnia dowódca Antanas Kaškelis odszedł do rezerwy z uwagi na wiek, a dowództwo okrętu przejął jego dotychczasowy oficer artyleryjski Povilas Labanauskas.
Po zajęciu Litwy przez radziecką armię Armię Czerwoną, 19 czerwca 1940 roku usunięto z nazwy okrętu nazwisko Smetona, pozostawiając samo „Prezidentas” (prezydent Smetona sprzeciwił się władzy radzieckiej i zbiegł za granicę). 22 czerwca 1940 roku lub w lipcu okręt został przemianowany na „neutralną” nazwę „Pirmūnas” („pierwszy”).
Po następującej aneksji Litwy przez ZSRR, okręt został w sierpniu 1940 roku  przemianowany na „Korałł” („Коралл”, pol. „koral”) i wcielony jako dozorowiec pogranicza do 2. Bałtyckiego dywizjonu okrętów pogranicza Morskiej Ochrony Pogranicza (Morpogranochrany) NKWD, w składzie Przybałtyckiego Okręgu Przygranicznego. Według niektórych źródeł jednak, okręt początkowo otrzymał nazwę „Zadornyj”, a dopiero 9 stycznia 1941 roku „Korałł”. Po niemieckim ataku na ZSRR został podporządkowany marynarce wojennej, a 19 sierpnia 1941 roku wcielony do Floty Bałtyckiej jako trałowiec numer 76. 1 września został użyty do postawienia obronnej zagrody 30 min. Już 7 września 1941 roku został przeklasyfikowany na dozorowiec, z przywróceniem nazwy „Korałł”. Działał na Zatoce Fińskiej i brał udział między innymi w ewakuacji półwyspu Hanko w listopadzie 1941 roku. 25 listopada 1943 roku został ponownie przekształcony w trałowiec. 5 czerwca 1944 roku został wyposażony w trał elektromagnetyczny do trałowania min magnetycznych, a 29 sierpnia tego roku został przemianowany na T-33. Okręt zatonął 11 stycznia 1945 roku w Zatoce Fińskiej w wyniku ataku torpedowego niemieckiego okrętu podwodnego U-745, ewentualnie po wejściu na minę. W ostatnim rejsie płynął z Helsinek.
Litewska bandera, zdjęta przed przekazaniem okrętu Związkowi Radzieckiemu, znalazła się w rękach ostatniego kapitana okrętu Povilasa Labanauskasa, który następnie przewiózł ją do Stanów Zjednoczonych. W 2018 roku z okazji 100. rocznicy uzyskania niepodległości przez Litwę bandera została zdeponowana w Litewskim Muzeum Morza w Kłajpedzie.
W 2007 roku wrak okrętu został zlokalizowany przez badaczy estońskich w Zatoce Fińskiej  na głębokości 83 metrów.
Drugim okrętem tego samego typu w marynarce ZSRR, również przejętym na skutek aneksji państw bałtyckich, był łotewski „Virsaitis”.